# NGC 1257
NGC 1257 ist ein Doppelstern im Sternbild Perseus. Das Objekt wurde am 19. Oktober 1884 von Guillaume Bigourdan entdeckt und fälschlicherweise in den NGC-Katalog aufgenommen.